# Турек (гміна)
Гміна Турек (пол. Gmina Turek) — сільська гміна у північно-західній Польщі. Належить до Турецького повіту Великопольського воєводства.
Станом на 31 грудня 2011 у гміні проживало 8647 осіб.

## Територія
Згідно з даними за 2007 рік площа гміни становила 109.42 км², у тому числі:
- орні землі: 69.00%
- ліси: 24.00%

Таким чином, площа гміни становить 11.77% площі повіту.

## Населення
Станом на 31 грудня 2011:
| Опис     | Загалом | Загалом | Чоловіки | Чоловіки | Жінки | Жінки |
| -------- | ------- | ------- | -------- | -------- | ----- | ----- |
| одиниця  | осіб    | %       | осіб     | %        | осіб  | %     |
| все      | 8647    | 100     | 4353     | 50.34    | 4294  | 49.66 |
| міське   | 0       | 100     | 0        |          | 0     |       |
| сільське | 8647    | 100     | 4353     | 50.34    | 4294  | 49.66 |

## Сусідні гміни
Гміна Турек межує з такими гмінами: Брудзев, Владиславув, Добра, Кавенчин, Малянув, Пшикона, Тулішкув, Турек.